# 石井一太郎
石井 一太郎（いしい いちたろう、1982年6月14日 - ）は、日本の元プロボクサー。東京都港区出身。前OPBF東洋太平洋ライト級王者、元日本同級王者。現役時代は横浜光ボクシングジム所属で現在は同ジム会長。明治大学付属明治中学校・高等学校、明治大学卒業。

## 来歴
高校までは野球をしていたが、大学でボクシングを始める。
2001年9月29日、プロデビュー戦をスーパーフェザー級で行い1回KO勝利を収めた。
2002年11月9日、東日本スーパーフェザー級新人王決定戦を熊野和義と行うも、6回判定で敗れ初黒星を喫し、この試合後ライト級に階級を上げる。
2007年4月21日、日本ライト級1位にランクされ、日本ライト級王者長嶋建吾に挑戦するが、10回判定で敗れ王座獲得に失敗した。
2008年3月15日、後長嶋が世界挑戦のため返上し空位の日本ライト級王座決定戦を中森宏と行い、2回KO勝ちを収め王座を獲得。2006年11月のタイ修業で石井を指導したウィラポン・ナコンルアンプロモーションも試合終了とともにリングインし、祝福した。
だが、2008年6月6日に初代会長関光徳が逝去。その1ヵ月後となる7月6日、初防衛戦を川瀬昭二と行い、3回には川瀬、4回には石井が流血する激しい試合となったが3-0の判定で防衛に成功。
2008年12月20日、OPBF東洋太平洋ライト級王者ランディ・スイコに挑戦。6回には鼻から大量に出血するなどの苦しい展開となったが、12回2-1の判定勝ちを収め王座を獲得した。
2009年1月16日、OPBF東洋太平洋王座を防衛することなく返上。
2009年4月4日、チャンピオンカーニバルで日本ライト級王座の2度目の防衛戦を三垣龍次と行い、タオル投入による9回TKO負けを喫し2度目の防衛に失敗、王座から陥落した。5月26日、自身のブログで現役引退を表明。その後、横浜光ジムでトレーナーを務めている。7月4日、後楽園ホールで引退式が行われた。
2011年、宮川和則前会長の死去に伴い会長代行となり、年明けになって正式に会長に就任した。

## 戦績
プロボクシング：25戦21勝（16KO）3敗（1KO）1分
| 戦           | 日付           | 勝敗 | 時間    | 内容    | 対戦相手                         | 国籍       | 備考                                                         |
| ------------ | -------------- | ---- | ------- | ------- | -------------------------------- | ---------- | ------------------------------------------------------------ |
| 1            | 2001年9月29日  | ☆    | 1R 1:55 | TKO     | 鈴木航一（センター三迫）         | 日本       | プロデビュー戦                                               |
| 2            | 2001年11月29日 | ☆    | 1R 1:25 | TKO     | 鈴木ユウキ（マスド）             | 日本       |                                                              |
| 3            | 2002年4月24日  | ☆    | 1R 2:58 | KO      | 田中克典（川島）                 | 日本       | 東日本スーパーフェザー級新人王トーナメント予選               |
| 4            | 2002年5月31日  | ☆    | 3R 1:54 | KO      | 太田篤志（帝拳）                 | 日本       | 〃                                                           |
| 5            | 2002年8月1日   | ☆    | 3R 0:40 | TKO     | 森島重樹（オークラ）             | 日本       | 〃                                                           |
| 6            | 2002年9月26日  | 引分 | 1R 1:20 | 負傷    | 川向虎蔵（北澤）                 | 日本       | 東日本スーパーフェザー級新人王トーナメント準決勝（勝者扱い） |
| 7            | 2002年11月9日  | ★    | 6R      | 判定0-3 | 熊野和義（宮田）                 | 日本       | 東日本スーパーフェザー級新人王トーナメント決勝戦             |
| 8            | 2003年6月17日  | ☆    | 2R 2:31 | TKO     | エガチャイ・シットゴーソン       | タイ       |                                                              |
| 9            | 2003年9月9日   | ☆    | 3R 2:01 | KO      | ソンコム・ギャットヌクン         | タイ       |                                                              |
| 10           | 2004年5月7日   | ☆    | 3R 1:00 | KO      | 相内拡孝（角海老宝石）           | 日本       |                                                              |
| 11           | 2004年8月7日   | ☆    | 1R 2:49 | KO      | 中村修（姫路木下）               | 日本       |                                                              |
| 12           | 2004年10月7日  | ☆    | 4R 1:42 | KO      | コムパヤック・シットデーンチャイ | タイ       |                                                              |
| 13           | 2004年12月4日  | ☆    | 1R 2:28 | TKO     | 藤原康志（レパード玉熊）         | 日本       |                                                              |
| 14           | 2005年3月5日   | ☆    | 6R 2:12 | KO      | フェルナンド・モンティリャ       | フィリピン |                                                              |
| 15           | 2005年8月4日   | ☆    | 10R     | 判定3-0 | 篠崎哲也（高崎）                 | 日本       |                                                              |
| 16           | 2005年10月20日 | ☆    | 2R 0:43 | KO      | シハウット・ウィンディジム       | タイ       |                                                              |
| 17           | 2005年12月17日 | ☆    | 2R 1:15 | KO      | チャクラペット・トーティワノン   | タイ       |                                                              |
| 18           | 2006年4月24日  | ☆    | 1R 2:39 | KO      | ルンペット・シスサイソン         | タイ       |                                                              |
| 19           | 2006年9月2日   | ☆    | 8R      | 判定3-0 | 豊嶋耕志（ファイティング原田）   | 日本       |                                                              |
| 20           | 2007年4月21日  | ★    | 10R     | 判定0-3 | 長嶋建吾（18古河）               | 日本       | 日本ライト級タイトルマッチ                                   |
| 21           | 2007年8月27日  | ☆    | 8R      | 判定3-0 | 阪東タカ（ワンツースポーツ）     | 日本       |                                                              |
| 22           | 2008年3月15日  | ☆    | 2R 0:46 | KO      | 中森宏（平仲ボクシングスクール） | 日本       | 日本ライト級王座決定戦                                       |
| 23           | 2008年7月5日   | ☆    | 7R 1:03 | 負傷3-0 | 川瀬昭二（松田）                 | 日本       | 日本王座防衛1                                                |
| 24           | 2008年12月20日 | ☆    | 12R     | 判定2-1 | ランディ・スイコ                 | フィリピン | OPBF東洋太平洋ライト級タイトルマッチ                         |
| 25           | 2009年4月4日   | ★    | 9R 0:30 | TKO     | 三垣龍次（M.T）                  | 日本       | 日本王座陥落                                                 |
| テンプレート |                |      |         |         |                                  |            |                                                              |

## 獲得タイトル
- 第53代日本ライト級王座（防衛1）
- 第41代OPBF東洋太平洋ライト級王座（防衛0=返上）